# Allanagrus magniclava
Allanagrus magniclava är en stekelart som beskrevs av John S. Noyes och Valentine 1989. Allanagrus magniclava ingår i släktet Allanagrus och familjen dvärgsteklar. Inga underarter finns listade i Catalogue of Life.